# Rapporto a quattro
Rapporto a quattro (Justine) è un film del 1969, diretto da George Cukor e tratto dai quattro libri che formano Il quartetto di Alessandria di Lawrence Durrell. Il film uscì nelle sale USA il 6 agosto 1969.

## Trama
Negli anni trenta, ad Alessandria d'Egitto, complotti politici e vicende sentimentali vedono protagonista Justine, una bellissima ebrea sposata a Nessim, un banchiere copto. Oggetto del desiderio dell'inglese Darley - che per lei lascia l'amante Melissa, una giovane prostituta tubercolotica e drogata - Justine tradisce il marito che sembra indifferente alle sue avventure. Si scoprirà che tutto fa capo a un interesse politico dei due, che vogliono intervenire sulla politica medio-orientale per difendere gli interessi della minoranza copta.